# بيل 222
بيل 222 وبيل 230 (بالإنجليزية: Bell 222)‏ هي مروحية متعددة الأغراض أنتجت في 1980 بالولايات المتحدة. من صناعة بيل للمروحيات. كان أول طيران لها في أغسطس 13, 1976. دخلت الخدمة في 1979، ومازالت في الخدمة حتى الآن. صنع منها 222 طائرة.

## طرازات أخرى
- بيل 430